# Dobri Vojnikov

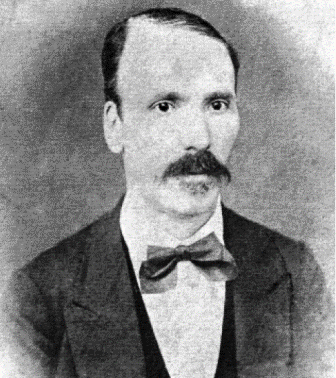
Dobri Vojnikov

Dobri Popov Vojnikov (Добри Попов Войников), född 22 november 1833 i Sjumen, död 27 mars 1878 i Veliko Tărnovo, var en bulgarisk dramatiker.
Vojnikov bildade 1866 i Brăila en teatertrupp och grundlade därigenom den bulgariska skådespelarkonsten. Själv var han både dramaturg, regissör och direktör. Hans lustspel och satiriska komedier har haft stor kulturell och nationell betydelse för Bulgarien. Vojnikov hade god insikt i dramats teori och iscensättning. Inflytande av Molière kan skönjas i hans sceniska sedeskildringar.